# Александар Хинчин
Александар Јаковљевич Хинчин (рус. Алекса́ндр Я́ковлевич Хи́нчин, фр. Alexandre Khintchine; Кондорово, 19. јул 1894 — Москва, 18. новембар 1959) био је руски математичар и један од најзначајнијих људи совјетске школе теорије вероватноће. Рођен је у селу Кондорово, Калушка област, Русија. Док је студирао на Московском државном универзитету, постао је један од првих следбеника познате Лузинове школе. Хинчин је дипломирао 1916. године и шест година касније постао је редовни професор на том универзитету, оставши на тој позицији све до своје смрти.
Хинчинови први радови били су усредсређени на реалну анализу. Касније је применио методе из метричке теорије функција на проблеме у теорији вероватноће и теорији бројева. Постао је један од оснивача модерне теорије вероватноће, откривши закон поновљеног логаритма 1924. године, постигавши значајне резултате на пољу граничних теорема, давши дефиницију стационарног процеса и поставивши основе за теорију тих процеса. Хинчин је значајно допринео метричкој теорији диофантских апроксимација и открио важан резултат за просте реалне верижне разломке, откривши особину сада познату као Хинчинова константа. Такође је објавио неколико битних радова на пољу статистичке физике, где је користио методе теорије вероватноће, и на пољима теорије информација, теорије опслуживања и математичке анализе.
Године 1939, Хинчин је одабран за дописног члана Совјетске академија наука. Додељене су му Совјетска државна награда (1941), Лењинов орден, три друга ордена и медаље.